# Vanilla andamanica

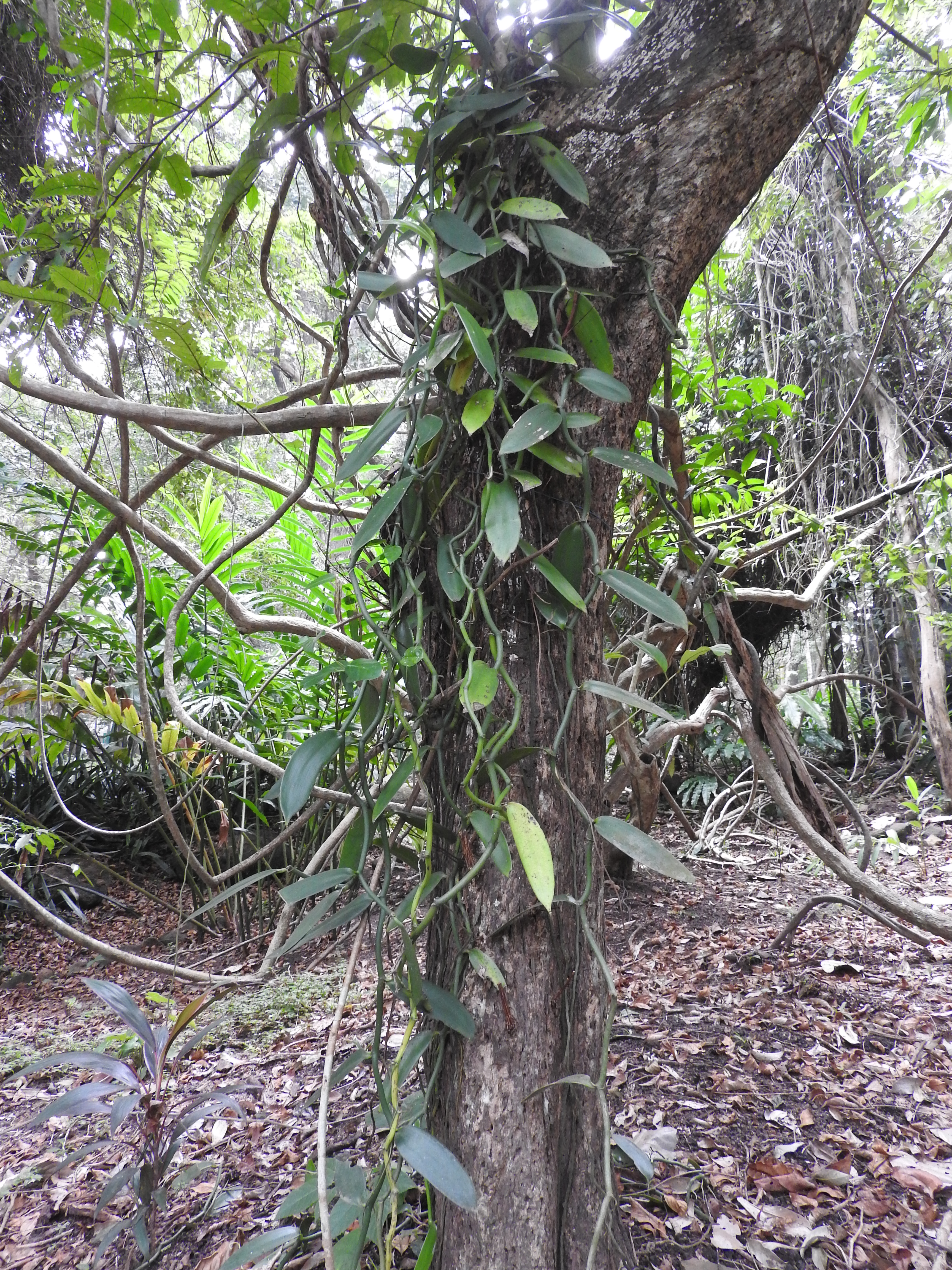
Vanilla andamanica

Vanilla andamanica ist eine Pflanzenart aus der Gattung Vanille (Vanilla) in der Familie der Orchideen (Orchidaceae). Sie wächst als Kletterpflanze auf den Andamanen und Nicobaren.

## Beschreibung
Vanilla andamanica ist eine immergrüne Kletterpflanze. Die ledrigen Blätter sind länglich bis lanzettlich, vorne mit lang ausgezogener Spitze. Der Blattstiel misst 1 bis 1,5 Zentimeter, das Blatt ist 14 bis 19 Zentimeter lang und 2,5 bis 4 Zentimeter breit.
Der traubige Blütenstand ist vielblütig, die Blütenstandsachse wird 2 bis 3 Zentimeter lang. Die Tragblätter sind oval bis länglich, stumpf oder etwas zugespitzt, 0,4 bis 0,5 Zentimeter lang. Fruchtknoten und Blütenstiel messen zusammen 2 Zentimeter. Die Blütenblätter werden 5 Zentimeter lang. Die drei äußeren Blütenblätter (Sepalen) sind länglich bis lanzettlich und an der Spitze fast stumpf. Die Petalen sind umgekehrt-lanzettlich, an der Basis leicht verschmälert, an der Spitze stumpf endend. Die Lippe ist nur sehr undeutlich gelappt. Der untere Teil der Lippe bildet eine Röhre, der vordere Rand ist gewellt. Der mittlere Lappen ist vorne dicht mit langen, nach hinten gerichteten Haaren besetzt. Längs der Lippe verlaufen drei verdickte, raue Adern; mittig befindet sich eine dicht mit verzweigten Haaren besetzte Stelle. Die Säule wird 3,5 Zentimeter lang, sie ist mit abgerundeten Flügeln versehen.

## Verbreitung
Vanilla andamanica kommt auf den Andamanen und Nicobaren vor. Aufgrund des kleinen Verbreitungsgebiets wird der Bestand als empfindlich gegenüber Störungen angesehen.

## Systematik und botanische Geschichte
Diese Orchidee wurde 1918 von Robert Allen Rolfe in Bulletin of Miscellaneous Information, Royal Gardens, Kew 1918, S. 237 nach einer Aufsammlung von C. E. Parkinson erstbeschrieben.
Innerhalb der Gattung Vanilla wird Vanilla andamanica in die Untergattung Xanata und dort in die Sektion Thethya, die sämtliche Arten der Paläotropis enthält, eingeordnet. Sie ähnelt besonders der südostasiatischen Vanilla albida, besitzt aber größere Blüten und andere Anhängsel auf der Lippe. Nach POWO ist sie ein Synonym von Vanilla albida. Weitere verwandte Arten sind Vanilla havilandii, Vanilla montana, Vanilla moonii, Vanilla sanjappae und Vanilla yersiniana.